# 호즈미 타카노부
호즈미 타카노부(穂積隆信, Takanobu Hozumi, 1931년 7월 20일 ~ 2018년 10월 19일)는 일본의 배우, 일본의 성우이었다. 딸은 호즈미 유카리(穂積由香里, 1967~2003)이다.

## 영화
- 페코로스, 어머니 만나러 갑니다 (2013년)
- 영화 도라에몽: 노비타와 이상한 바람 술사 (2003년)
- 손오공: 돌원숭이의 탄생 (2003년) - 천제 목소리 역
- 도라에몽 - 노비타와 로봇 왕국 (2002년)
- 미스터 베이스볼 (1992년)
- 환마대전 (1983년)
- 여교사 사냥 5 (1977년)
- 블러드 (1974년)
- 모래 그릇 (1974년)
- 우주에서 온 X (1967년)
- 쉬 앤드 히 (1963년)

## 저서
- 장난감 집짓기 허물기 (1982년) - 베스트셀러